# 나팔바지
나팔바지는 아랫단에서 통이 나팔 모양으로 넓어지는 바지의 모양이다.

## 역사

### 기원

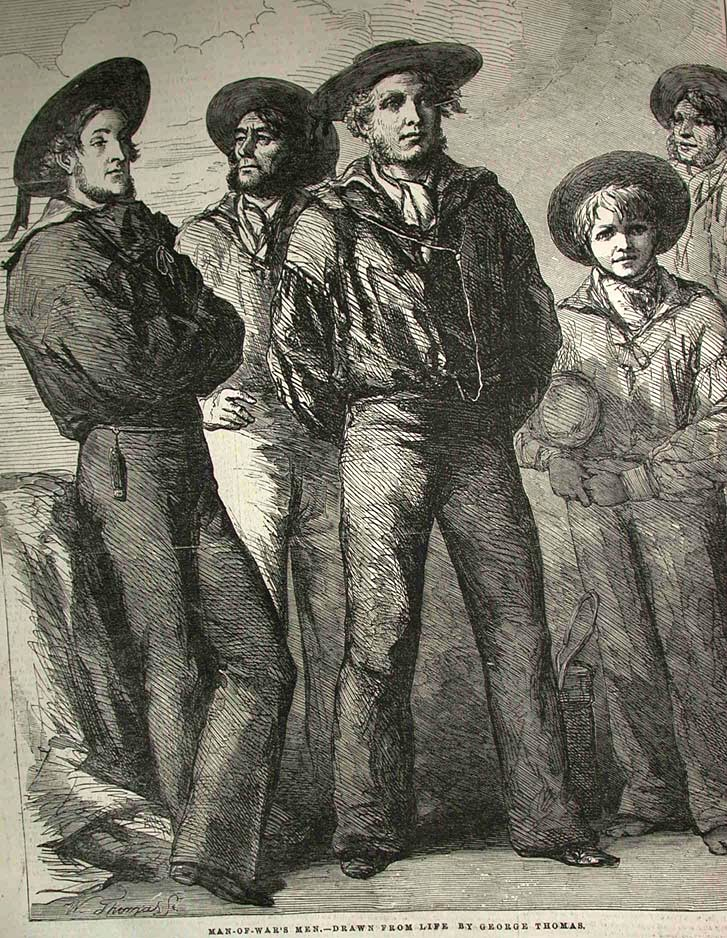
1854년 선원의 모습.

19세기 초에 표준화된 유니폼이 미국 해군에 존재하지 않았을 무렵 일부 선원들은 통이 큰 나팔 모양의 소맷동을 착용하였다.

### 1960년대와 1970년대
1960년대에 나팔바지는 유럽과 북아메리카에서 남여 모두에게 패션 아이템이 되었다.